# Accordeonmuseum Harte Meijer
Het Accordeonmuseum Harte Meijer is een museum in het Drentse Gasselternijveenschemond, westelijk van Stadskanaal. Het is gewijd aan de geschiedenis van 200 jaar accordeonbouw en draagt als ondertitel Accordeons van begin tot heden.
Het heeft uiteenlopende accordeons in de collectie, waarbij de kleinste een combinatie is van een speeldoosje en een sigarettendoosje. Daarnaast zijn er een aantal mondharmonica's te zien en aanverwante stukken zoals enkele andere muziekinstrumenten, allerlei beeldjes en bladmuziek. Het museum is gevestigd bij een woonhuis en is alleen op afspraak te bezoeken.
Het museum is verder geregeld betrokken bij de organisatie van accordeonfestivals in de omgeving.